# Michel Roche
Michel Roche (Brunoy, 8 settembre 1939 – Fontainebleau, 11 giugno 2004) è stato un cavaliere francese.

## Palmarès
Olimpiadi
- 1 medaglia:
  - 1 oro (salto ostacoli a squadre a Montréal 1976)